# National Health
National Health byla britská progresivní rocková skupina. Skupina vznikla v roce 1975 a byla součástí Cantenburské scény. Během své existence skupina vydala tři studiová alba; National Health v roce 1977 a Of Queues and Cures o rok později. V roce 1980 se členové skupiny na čas rozešli a v roce 1982 nahráli své třetí a zároveň poslední album D.S. Al Coda věnované zesnulému Alanu Gowenovi.

## Diskografie
Studiová alba
- National Health (1977)
- Of Queues and Cures (1978)
- D.S. Al Coda (1982)